# Distrito de Wunsiedel
Wunsiedel es uno de los 71 distritos en que está dividido administrativamente el estado alemán de Baviera.

## Geografía
El distrito está ubicado en las montañas del Fichtelgebirge. El río Eger / Ohře nace en el distrito.

## Historia
En las reformas comunales de Baviera de 1972 el distrito se fusionó con las ciudades anteriormente libres de Marktredwitz y Selb, así como también con partes del disuelto distrito de Rehau.

## Escudo de armas
El escudo muestra un águila en la parte inferior izquierda como el símbolo de la ciudad de Marktredwitz, y cornamenta de un ciervo a la derecha como el símbolo de la ciudad de Selb. En la parte superior se encuentra el símbolo blanco y negro de la dinastía Zollern. El escudo de armas fue aceptado en 1974.

## Pueblos y municipios
| Pueblos | Verwaltungsgemeinschaften                                                                               | Municipios libres |
| --- | --- | ----------------- |
| 1. Arzberg 2. Bad Weißenstadt 3. Hohenberg an der Eger¹ 4. Kirchenlamitz 5. Marktleuthen 6. Marktredwitz 7. Schönwald 8. Selb 9. Wunsiedel ¹ administrado dentro de un Verwaltungsgemeinschaft | 1. Schirnding 2. Thiersheim 3. Tröstau 1. Bad Alexandersbad (1.240) 2. Nagel (1.970) 3. Tröstau (2.634) | 1. Röslau         |